# Reistu þig við, sólin er komin á loft...
Albums de For a Minor Reflection
Höldum í átt að óreiðu
Reistu þig við, sólin er komin á loft... est le premier album de For a Minor Reflection. Bien qu'il y ait débat pour savoir s'il s'agit d'un EP ou d'un LP, en raison du petit nombre de morceaux, le groupe a toujours déclaré qu'il s'agissait de leur premier LP. Il contient seulement cinq morceaux, toutes de plus de 10 minutes, plus une introduction. Il fut enregistré en un week-end dans le petit studio d'un ami à Kópavogur, juste à l'extérieur de Reykjavik, la capitale islandaise, et mixé dans la semaine suivante. Tous les morceaux furent enregistrés en une seule prise, sans ajout ultérieur. En écoutant attentivement, on peut d'ailleurs déceler quelques fausses notes sur certains morceaux. Kjartan Holm et Guðfinnur Sveinsson, les guitaristes de FaMR dirent dans une interview pour un magazine belge que cela donne un certain charme à l'album et qu'ils ne regrettaient pas de l'avoir fait de cette façon.  
Ils révélèrent également que cette méthode résultait de leur programmation au concert de l'Iceland Airwaves en 2007 et qu'ils voulaient pouvoir proposer un produit à la vente. Ils réussirent à vendre toutes les copies qu'ils avaient apporté ce soir là. Reistu þig við, sólin er komin á loft... se trouva en rupture d'exemplaires en Islande et a été vendu à plus de 5 000 exemplaires dans le monde, notamment lors de leur tour en première partie de Sigur Rós en novembre 2008.
C'est le seul album du batteur Jóhannes Ólafsson avec For a Minor Reflection. Il quitte le groupe en 2009 afin de se consacrer à ses études. Il est immédiatement remplacé par Andri Freyr Þorgeirsson. C'est Jóhannes Ólafsson qui réalisa la pochette de l'album.

## Liste des morceaux
1. Kyrrð (Silence) – 1:23
2. Reistu þig við, sólin er komin á loft... (Rise And Shine, The Sun Is Up...) – 11:57
3. Fallegt útsýni (Beautiful View) – 12:54
4. Óhljóð (Hullabaloo) – 9:41
5. Ókyrrð (Disturbance) – 11:52
6. ...Sólin er sest og dapurleikinn tekinn við (Bless) (...The Sun Has Sat And The Sadness Taken Over (Good-Bye) – 12:04

## Membres du groupe
- Kjartan Holm – Guitare
- Guðfinnur Sveinsson – Guitare
- Elvar Jón Guðmundsson – Basse
- Jóhannes Ólafsson – Batterie
- Jakob Þór Guðmundsson – Ingénieur du son